# Asturhockey Club Patín
El Asturhockey Club Patín és un club d'hoquei patins de la ciutat de Grado, en Astúries. Fou fundat el 2015 i jugará l'OK Lliga en la temporada 2017-2018.
El club va ser fundat en 2015 després d'un grup del club CP Areces en desacord amb el consell d'administració després que l'equip ès relegat al tercer nivell. En la seva primera temporada, el club va guanyar la lliga autonòmica i va tenir accés a la primera divisió. La temporada següent, va continuar fent història després de guanyar l'accés a l'OK Lliga i va acabar en segona posició de la primera divisió.